# Ордан-Ларрок
Орда́н-Ларро́к (фр. Ordan-Larroque) — коммуна во Франции, находится в регионе Юг — Пиренеи. Департамент — Жер. Входит в состав кантона Жегён. Округ коммуны — Ош.
Код INSEE коммуны — 32301.

## География

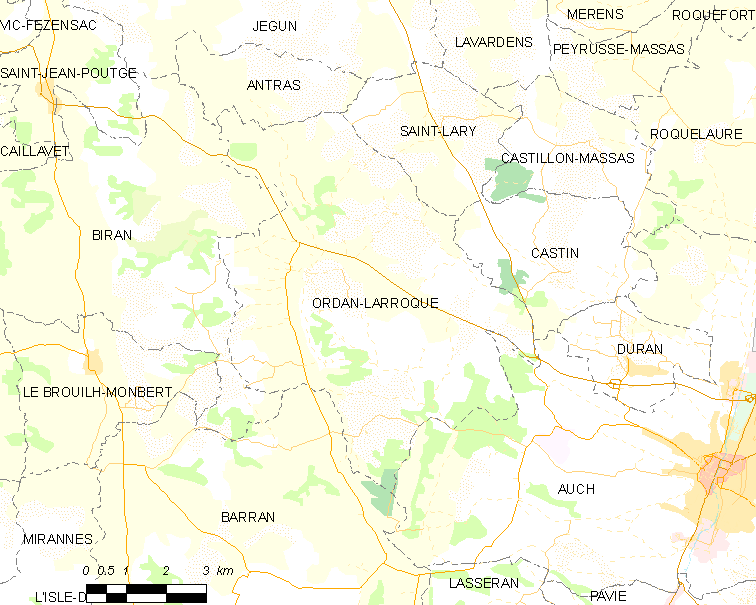
Карта коммуны

Коммуна расположена приблизительно в 600 км к югу от Парижа, в 80 км западнее Тулузы, в 11 км к северо-западу от Оша.

## Климат
Климат умеренно-океанический. Лето жаркое и немного дождливое, температура часто превышает 35 °С. Зимой часто бывает отрицательная температура и ночные заморозки. Годовое количество осадков — 700—900 мм.

## Население
Население коммуны на 2010 год составляло 932 человека.
| 1962 | 1968 | 1975 | 1982 | 1990 | 1999 | 2010 |
| ---- | ---- | ---- | ---- | ---- | ---- | ---- |
| 611  | 468  | 511  | 620  | 738  | 773  | 932  |

## Администрация
| Период | Период | Фамилия         | Партия                    | Примечания               |
| ------ | ------ | --------------- | ------------------------- | ------------------------ |
| 1995   | 2008   | Мишель Барт     | Союз за народное движение | член генерального совета |
| 2008   | 2020   | Мари-Лин Эверле |                           |                          |

## Экономика
В 2010 году среди 618 человек трудоспособного возраста (15-64 лет) 418 были экономически активными, 200 — неактивными (показатель активности — 67,6 %, в 1999 году было 71,1 %). Из 418 активных жителей работали 386 человек (201 мужчина и 185 женщин), безработных было 32 (17 мужчин и 15 женщин). Среди 200 неактивных 46 человек были учениками или студентами, 58 — пенсионерами, 96 были неактивными по другим причинам.

## Достопримечательности
- Галло-романская башня. Исторический памятник с 1976 года[4]